# Ніжинський ліцей при НДУ імені М. Гоголя
Ніжинський ліцей Ніжинської міської ради при НДУ імені М. Гоголя — різнопрофільний середній загальноосвітній навчальний заклад ІІІ ступеня міста Ніжина, Чернігівської області. Мета діяльності ліцею — розвиток особистості ліцеїста шляхом упровадження системи профільної освіти.

## Історія
1993 року кандидат психологічних наук, доцент кафедри психології НДУ ім. М. Гоголя, Микола Васильович Папуча спільно з викладачами Олександром Григоровичем Шевчуком, Олександром Ісаковичем Близнюком, Ніною Іванівною Лукашовою, Григорієм Васильовичем Самойленко, Петром Матвійовичем Дроботом, Іваном Івановичем Кочергою, Василем Миколайовичем Сурковим, Світланою Олександрівною Коваленко вирішили створити ліцей на правах підрозділу інституту імені М. Гоголя.
Набір учнів провели на конкурсній основі. 1 жовтня 1993 року розпочалось навчання в ліцеї. Заняття проходили в гоголівському корпусі НДПІ ім. М.Гоголя. У 1996 році навчальний заклад було реорганізовано в Обласний педагогічний ліцей для обдарованої сільської молоді, проте в його склад завжди входили обласні і міські класи, фінансування яких здійснювалось за кошти як міського, так і обласного бюджетів.
Ліцей декілька разів змінював своє розташування, аж поки в 2000 році, завдяки спільним діям університету і міської влади, не отримав, нарешті, майже окреме приміщення: під навчальні класи було перебудовано кімнати гуртожитку № 1 університету. У 2003 році заклад святкував своє десятиріччя, а у 2004 — був вилучений зі складу університету. З метою збереження багаторічного досвіду співпраці ліцею та університету, створення умов для розширення зв'язків між закладами одразу ж було укладено Угоду про співпрацю між Управлінням освіти та Ніжинським державним університетом імені М. Гоголя щодо функціонування ліцею. Саме в такому статусі ліцей живе сьогодні.

## Видатні випускники
- Броварець Ольга Олександрівна — український біофізик, доктор фізико-математичних наук (2016), лауреатка премії Scopus Awards Ukraine 2016 року в номінації «Найкращий колектив вчених, який досяг значних наукових результатів без західних колаборацій» (разом з Д. М. Говоруном)[1][2], премії «Лідер науки України 2016. Web of Science Award»[3] і премії Президента України для молодих вчених (2010)[4][5], провідний науковий співробітник відділу молекулярної та квантової біофізики Інституту молекулярної біології і генетики НАН України.

## Профілі
- іноземна мова (англійська, німецька), українська мова та література;
- історія, правознавство;
- біологія, хімія;
- математика, фізика, інформатика.

## Досягнення
- перше місце серед навчальних закладів нового типу області за рейтингом ЧОІППО;
- за рейтингом журналу «ТІМО» єдиний в Чернігівський області входить у сто найкращих закладів України за результатами ЗНО-2009;
- За версією Журналу «Фокус» входить 2013 року до Топ-10 українських шкіл[6];
- лауреати громадянської акції «Флагмани освіти і науки України» (2010);
- члени асоціації «Відроджені гімназії України»;